# Alfonso Salmerón
Alfonso Salmerón S.J. (8 de setembre del 1515, Toledo, Castella - 13 de febrer del 1585, Nàpols, Itàlia) fou un dels primers jesuïtes i un erudit de la Bíblia espanyols.

## Biografia
Alfonso estudià literatura i filosofia a Alcalá de Henares i filosofia i teologia a La Sorbona de París. A través de Diego Laínez prengué contacte amb Sant Ignasi de Loiola i juntament amb Laínez, Pierre Favre, Simon Rodrigues, Nicolau de Bobadilla i Francesc Xavier fou un dels sis primers companys d'Ignasi de Loiola en la fundació de la Companyia de Jesús.
Després de formular vots el 1534, durant la quaresma del 1540, els set companys, a qui se'ls havien unit els francesos Claudi Jayo, Joan Coduri i Pascasi Broët, anaren a Roma, on el Papa els concedí dispensa per rebre les sagrades ordres quant arribessin a l'edat canònica.
Salmerón es dedicà a la ciutat de Siena als pobres i als nens. El 22 d'abril del 1541 pronuncià els seus vots com a membre de la Companyia de Jesús. La tardor d'aquell any, el papa Pau III envià Salmerón i Broët com a nuncis apostòlics a Irlanda.
Salmerón i Broët participaren a Bolonya al concili de 1547. El 1549 es doctorà a la Universitat de Bolonya, essent convidat per Guillem IV de Baviera a dictar càtedra a Ingolstadt. El 1550, en morir el duc, tornà a Verona.
El 1551 fou enviat a Nàpols per inaugurar-hi el primer col·legi de la Companyia. Poc després fou enviat al Concili de Trent com a teòleg de Juli III.